# Ricardo Chávez
Ricardo Chávez (Ciudad de México, 24 de noviembre de 1965) es un conocido actor Mexicano que ha trabajado en teatro, televisión y cine. Fue modelo y bailarín clásico antes de dedicarse a la actuación. Actualmente vive en los Estados Unidos.

## Primeros años
Ricardo Chávez nació en la Ciudad de México el 24 de noviembre de 1965 en el seno de una familia de clase media. Es el menor de 3 hermanos. Su padre Ingeniero y su madre dedicada al hogar, fueron también parte del medio artístico cuando Don Juan, siendo aún soltero cantaba música ranchera llegando incluso a abrir conciertos de Pedro Infante. Doña Hilda, una mujer muy bella desde joven, era modelo.
Fue introducido por su padre a las Artes Marciales desde muy joven. Ricardo fue seleccionado nacional de su país en Tae Kwon Do y Ju-Do. Es poseedor de cintas negras en ambas disciplinas así como Kum-Do.

## Carrera
Más tarde, aunque continuó haciendo teatro y preparándose como actor, Ricardo decidió probar el suerte como modelo después de haber sido descubierto por un importante coordinador de desfiles de moda. Fue la imagen de varias marcas líderes como Hugo Boss y Armani.
A partir de ahí se dedicó exclusivamente a la actuación, participando en telenovelas de gran popularidad en México, en la cadena de televisión Televisa. Habiendo aparecido en 9 telenovelas en esa televisora, Ricardo recibió una oferta de la televisora Globo de Brasil, país a donde se mudó para participar en uno de los personajes principales de la telenovela Vale Todo. Posteriormente, se trasladó a Miami en donde participó en la serie de televisión Al Filo de la Ley con el personaje principal, antes de que esta fuera cancelada y posteriormente grabada con otra compañía productora. Después de este proyecto, encarnó al personaje protagónico de la película Pretty Boy, con la cual ganó el “Made in Miami Film Festival”. Al terminar este filme, le fue ofrecido el personaje principal de la película Se Habla Español, la cual fue filmada totalmente en idioma inglés a pesar de su título en español
Upon completion of this film, he got the lead role in the film Se Habla Español, a movie also in English with Spanish subtitles.
Ricardo Chávez ha participado en 21 obras de teatro incluyendo El Culpable… ¿Quién Es?, Andrés, Ahí Viene El Tren, el monólogo Cómo Olvidar mi Pasado, Esperando a Godot y El Violinista En El Tejado. En esta última, tuvo la fortuna de compartir el escenario con una leyenda del teatro en México que fue el gran Manolo Fábregas.
Recientemente, Ricardo ha sido recipiendario de varios premios en los Estados Unidos por sus actuaciones. Ricardo está actualmente viviendo en Hollywood, donde está activamente trabajando para consolidar su carrera actoral en el mercado Americano.

## Libro
Con 18 telenovelas, 21 obras de teatro, 8 películas y más de 100 programas de televisión en su currículum, Ricardo decidió escribir su primer libro “Tu vida no tiene que ser una novela”, que está siendo publicado simultáneamente en inglés y español en varios continentes. Según él, este libro es para ayudar a las personas a descubrir su realidad espiritual y a entender el origen de sus problemas, así como a encontrar soluciones a los mismos.

## Premios
- 2006: Premios Orquídea USA 2006 - Mejor Antagonista Masculino del Año/Miami
- 2006: Premios Revista Fama 2006 - Actuación Sobresaliente - Miami
- 2006: Premios Sin Límite al Talento y Trabajo Hispano 2006 - Mejor Actor Antagónico de Telenovelas/New York
- 2007: Latin Pride National Awards – Mejor Actor del Año/Boston

## Filmografía

### Películas
| Año  | Film                                       | Personaje           |
| ---- | ------------------------------------------ | ------------------- |
| 1985 | Gavilán o paloma                           | Extra               |
| 1986 | Solamente una vez(La Vida de Agustín Lara) | Sergio              |
| 1988 | A Sangre Y Fuego                           | Terrorista          |
| 1988 | Der Radfahrer Von San Cristóbal            | Dito Vargas         |
| 1997 | En Los Cascos De Un Caballo                | Charro              |
| 2003 | A Brasileira E O Cubano Bobo               | Alberto             |
| 2005 | Pretty Boy                                 | Gabriel             |
| 2005 | Se Habla Español                           | Juan Domingo García |
| 2009 | Cabeza de Buda                             | Lino                |

### Televisión
| Año       | Título                               | Personaje                              |
| --------- | ------------------------------------ | -------------------------------------- |
| 1985      | El Rey Lear                          | Rey de Francia                         |
| 1986      | La Vida de Agustín Lara              | Mesero                                 |
| 1987      | Senda de gloria                      | Revolucionario                         |
| 1989      | La telaraña                          | Diversos personajes protagónicos       |
| 1997      | El alma no tiene color               | Flavio                                 |
| 1998-2001 | Mujer, casos de la vida real         | Diversos personajes protagónicos       |
| 1999      | Por tu amor                          | Actor de teatro                        |
| 1999-2000 | Mujeres engañadas                    | Jefe                                   |
| 1999-2000 | Cuento de Navidad                    | Poeta                                  |
| 1999-2000 | Tres mujeres                         | Rogelio                                |
| 2000-2001 | Abrázame muy fuerte                  | Motor                                  |
| 2000-2001 | Primer amor (telenovela)             | Sebastián Olivares                     |
| 2001      | Aventuras en el tiempo               | Octavio                                |
| 2002-2003 | ¡Vivan los niños!                    | Uriel                                  |
| 2004      | Prisionera                           | Santiago Mesa                          |
| 2005-2007 | Decisiones                           | Joaquín / Benjamín / Ernesto / Horacio |
| 2006      | South Beach                          | Casper Díaz                            |
| 2006      | Tierra de pasiones                   | Miguel Valdéz                          |
| 2006      | ¡Lotería!                            | Julián                                 |
| 2007      | Dame chocolate                       | Diosdado Amado                         |
| 2008      | El juramento                         | Justo Romero                           |
| 2013-2014 | Marido en alquiler                   | Gabriel Santos                         |
| 2014      | Villa paraíso                        | Ricardo Castillejo                     |
| 2014      | Tierra de reyes                      | Ignacio del Junco                      |
| 2017      | Milagros de Navidad                  | Álvaro Ruiz                            |
| 2020      | Decisiones: Unos ganan otros pierden | Frank                                  |
| 2020      | 100 días para enamorarnos            | Héctor Morillo                         |

### Teatro
| Año  | Título                      | Personaje          | Lugar                                |
| ---- | --------------------------- | ------------------ | ------------------------------------ |
| 1985 | Zoológico                   | Jerry              | Teatro del I.S.S.T.E., México D.F.   |
| 1986 | Esperando a Godot           | Vladimiro/Estragón | Teatro del I.S.S.T.E., México D.F.   |
| 1986 | La Visita de la Bestia      | Raul               | Foro El Hijo Del Cuervo, México D.F. |
| 1986 | Cómo Olvidar Mi Pasado      | Gerard             | Teatro Hidalgo, México D.F.          |
| 1987 | Tito, el Elefantito         | Tijo the lizard    | Foro Ecatepec, México D.F.           |
| 1988 | El Pozo de la Soledad       | Gorgeous           | Teatro Fru-Fru, México D.F.          |
| 1989 | Hughie                      | Erie Smith         | Foro El Hijo Del Cuervo, México D.F. |
| 1989 | Horas de Encuentro          | Robbie             | Teatro Silvia Pinal, México D.F.     |
| 1989 | El Violinista en el Tejado  | Chorus             | Teatro Hidalgo, México D.F.          |
| 2000 | Andrés, ¡Ahí Viene el Tren! | Old Repudios       | La Casa del Actor, México D.F.       |
| 2003 | El Culpable, ¿Quién Es?     | Tony               | Casa Panza, Miami                    |

## Premios y reconocimientos
| Año  | Premiación       | Categoría              | Trabajos           | Resultados |
| ---- | ---------------- | ---------------------- | ------------------ | ---------- |
| 2014 | Premios Tu Mundo | Mejor actor de reparto | Marido en alquiler | Nominado   |